# فرانشيسكو فيكاري
فرانشيسكو فيكاري (بالإيطالية: Francesco Vicari)‏ (3 أغسطس 1994 بروما في إيطاليا - ) هو لاعب كرة قدم إيطالي في مركز الدفاع. شارك مع منتخب إيطاليا تحت 20 سنة لكرة القدم ومنتخب إيطاليا تحت 21 سنة لكرة القدم. أما مع النوادي، فقد لعب مع نادي نوفارا.

## وصلات خارجية
- فرانشيسكو فيكاري على موقع قاعدة بيانات كرة القدم.إي يو (الإنجليزية)
- فرانشيسكو فيكاري على موقع Soccerway.com (الإنجليزية)
- فرانشيسكو فيكاري على موقع عالم كرة القدم.نت (الإنجليزية)